# Marsilea batardae
Marsilea batardae là một loài dương xỉ trong họ Marsileaceae. Loài này được Launer mô tả khoa học đầu tiên..
Danh pháp khoa học của loài này chưa được làm sáng tỏ. 